# Układ zamknięty (film)
Układ zamknięty – polski dramat sensacyjny z 2013 w reżyserii Ryszarda Bugajskiego.
Inspiracją dla scenarzystów Układu zamkniętego, Michała Pruskiego i Mirosława Piepki była prawdziwa historia biznesmenów zmagających się z zarzutami stawianymi przez prokuraturę oraz urząd skarbowy. Część z nich trafiła do aresztu wydobywczego, a ich firmę doprowadzono do upadku. Jedna ze spraw prowadzonych przeciwko nim została po latach umorzona z powodu braku znamion przestępstwa, a przedsiębiorcy otrzymali po 10 tysięcy złotych tytułem zadośćuczynienia, natomiast w drugiej sąd pod koniec 2013 roku wydał nieprawomocny wyrok skazujący. Część oskarżonych została uniewinniona, a część przyznała się do winy i dobrowolnie poddała się karze.

## Obsada
- Janusz Gajos – prokurator Andrzej Kostrzewa
  - Kamil Mrożek – Andrzej Kostrzewa w młodości
- Kazimierz Kaczor – Mirosław Kamiński, naczelnik Urzędu Skarbowego, przyjaciel Andrzeja Kostrzewy
  - Marcin Zarzeczny – Mirosław Kamiński w młodości
- Przemysław Sadowski – biznesmen Marek Stawski
- Wojciech Żołądkowicz – Kamil Słodowski
- Robert Olech – Piotr Maj
- Magdalena Kumorek – Dorota Maj
- Monika Kwiatkowska – Monika Stawska
- Beata Ścibakówna – Joanna Rybarczyk
- Jarosław Kopaczewski – Grzegorz Rybarczyk
- Maria Mamona – Maria Kostrzewa
- Krzysztof Ogłoza – reporter Robert
- Urszula Grabowska – Emilia Kostrzewa
- Bo G. Lyckman – Bjoern Gustaffson
- Maciej Konopiński – Krzysztof Chwedczuk
- Marek Probosz – redaktor naczelny
- Beata Buczek-Żarnecka – mecenas Wanda Budwiłł-Sarnecka
- Grzegorz Gzyl – komendant policji
- Krzysztof Gordon – minister
- Cezary Morawski – sekretarz
- Piotr Chys – funkcjonariusz Centralnego Biura Śledczego
- Bogdan Smagacki – funkcjonariusz Centralnego Biura Śledczego
- Wojciech Chorąży – funkcjonariusz Centralnego Biura Śledczego
- Filip Frątczak – funkcjonariusz Centralnego Biura Śledczego
- Aleksander Stasiewicz – funkcjonariusz Centralnego Biura Śledczego
- Michał Kowalski – funkcjonariusz Centralnego Biura Śledczego
- Krzysztof Dziemaszkiewicz – więzień
- Justyna Bartoszewicz – pielęgniarka
- Tomasz Czarnecki – policjant
- Maciej Wizner – policjant
- Tomira Kowalik – sekretarka
- Agata Moszumańska – sekretarka
- Magdalena Emilianowicz – sekretarka

## Produkcja

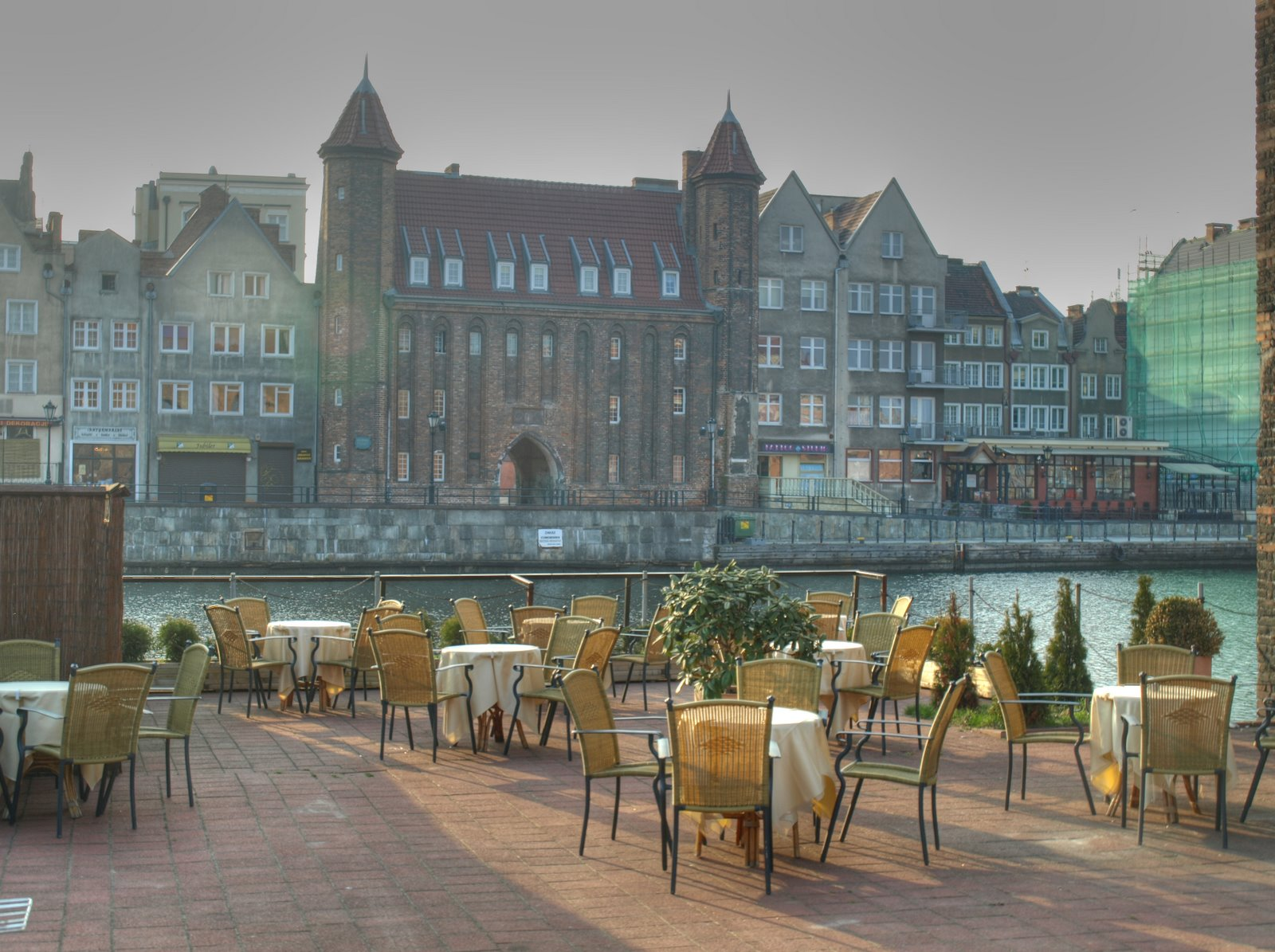
Restauracja na Ołowiance

- Film kręcono od września 2011 do 7 lutego 2012. Za plenery posłużyły: Gdańsk (restauracja „Filharmonia” na Ołowiance, Królewska Fabryka Karabinów przy ulicy Łąkowej, Gmach główny Politechniki Gdańskiej), Sopot, Gdynia, Malbork (zakład karny), Kadyny, Warszawa.
- Mecenasem głównym filmu jest Kasa Stefczyka, producentem „Układu zamkniętego” jest spółka Filmicon Dom Filmowy Sc. z Gdańska[5].
- Zespół Kult nagrał singel promujący film – sponsorem teledysku była Kasa Stefczyka.

## Nagrody
- 2013: Wektor (Nagroda organizacji Pracodawcy Rzeczypospolitej Polskiej) za „odwagę w dążeniu do przedstawienia prawdy o problemach, z którymi na co dzień zmagają się polscy przedsiębiorcy w starciu z bezwzględną machiną urzędniczą, oraz za niezwykły upór, dzięki któremu realizacja filmu stała się możliwa”.